# ديف بيري (لاعب كرة قدم كندية)
ديف بيري هو لاعب كرة قدم كندية كندي، ولد في 1922 في بيركنهيد ‏ في المملكة المتحدة، وتوفي في 16 أبريل 2007 في Westbank, British Columbia ‏ في كندا.

## وصلات خارجية
- ديف بيري على موقع JustSportsStats.com (الإنجليزية)